# Howard Roffman
Howard Roffman (* 18. April 1953 in Philadelphia, USA) ist ein US-amerikanischer Aktfotograf und Jurist.

## Leben
Roffman studierte an der University of Pennsylvania. 1977 absolvierte er ein Jurastudium an der University of Florida (College of Law). Erste Erfahrungen als Rechtsanwalt machte er an United States Court of Appeals for the Fifth Circuit. Er arbeitete in der Anwaltskanzlei Morgan, Lewis & Bockius in Washington D.C. 1980 nahm er eine Stelle als juristischer Berater bei der Filmproduktionsfirma Lucasfilm an. Nach mehreren Karrierestufen wurde er schließlich 1986 zum Stellvertretenden Präsidenten von Lucasfilm befördert.
Roffman lebt in San Francisco. Seine Karriere als Aktfotograf behandelt er als Hobby. Er produziert grundsätzlich Männerakte. Seine ersten Bilder erschienen 1991 als Postkarten und Kalender mit homoerotischen Motiven. Später veröffentlichte er mehrere Fotoalben mit schwulen Darstellern. Seine Fotomodelle findet er hauptsächlich an öffentlichen Plätzen: auf der Straße, in Restaurants, in Discos. Er hat langjährige, geschäftliche Kontakte mit dem Bruno Gmünder Verlag in Berlin. Seine Fotomodelle stammen auch aus Deutschland, Tschechien und der Slowakei.
1999 wurde er Präsident der Lucas Licensing, einer Tochtergesellschaft von Lucasfilm, die für Lizenzen und Marketing solcher Filme wie Star Wars und der Indiana-Jones-Serie verantwortlich ist.

## Werke: Fotoalben
- The Edge of Desire, Bruno Gmünder, Berlin 1995, ISBN 3-86187-129-7.
- Three, Bruno Gmünder, Berlin 1996, ISBN 3-86187-066-5.
- Tales, Bruno Gmünder, Berlin 1997, ISBN 3-86187-104-1.
- Pictures of Fred, Bruno Gmünder, Berlin 1998, ISBN 3-86187-129-7.
- Jagged Youth, Bruno Gmünder, Berlin 2000, ISBN 3-86187-163-7.
- Johan Paulik, Bruno Gmünder, Berlin 2001, ISBN 3-86187-193-9.
- Pictures of Kris, Bruno Gmünder, Berlin 2002, ISBN 3-86187-240-4.
- Friends & Lovers, Bruno Gmünder, Berlin 2002, ISBN 3-86187-260-9.
- The Perfect Boy, Bruno Gmünder, Berlin 2003, ISBN 3-86187-362-1.
- Peter & Petr, Bruno Gmünder, Berlin 2004, ISBN 3-86187-656-6.
- Loving Brian, Bruno Gmünder, Berlin 2005, ISBN 3-86187-956-5.
- The Boys of Bel Ami, Bruno Gmünder, Berlin 2006, ISBN 3-86187-989-1.
- Texas Twins, Bruno Gmünder, Berlin 2007, ISBN 3-86187-858-5.
- Christopher and the Boys, Bruno Gmünder, Berlin 2008, ISBN 3-86787-007-1.
- Private Moments, Bruno Gmünder, Berlin 2009, ISBN 978-3-86787-037-5.
- The Blush of Youth, Bruno Gmünder, Berlin 2010, ISBN 978-3-86787-145-7.
- Paradise Found, Bruno Gmünder, Berlin 2011, ISBN 978-3-86787-163-1.
- For The Love of Bali, Bruno Gmünder, Berlin 2012, ISBN 978-3-86787-239-3.